# یوناتسی
یوناتسی (به لاتین: Yunatsi) یک منطقهٔ مسکونی در بلغارستان است که در شهرستان مومچیلگراد واقع شده‌است.